# Departamento de Sarmiento (kommun i Santiago del Estero)
Departamento de Sarmiento är en kommun i Argentina.   Den ligger i provinsen Santiago del Estero, i den norra delen av landet, 900 km nordväst om huvudstaden Buenos Aires. Antalet invånare är 4 607.
Trakten runt Departamento de Sarmiento består i huvudsak av gräsmarker. Runt Departamento de Sarmiento är det mycket glesbefolkat, med 3 invånare per kvadratkilometer.